# 発電ブレーキ
発電ブレーキ（はつでんブレーキ）とは、電気動力で駆動される車両や機器におけるブレーキ方式の一種である。ダイナミック・ブレーキ（Dynamic Brake）とも呼ばれる。鉄道車両や産業機器において広く用いられている。
直流電動機の場合、電動機への給電を止めて通常の駆動を停止しブレーキを掛ける際、電動機に抵抗器を介した閉回路を構成して通常の出力側（車両では車輪）の回転により電動機を回転させると、電動機が発電機として働き起電力（フレミング右手の法則）が発生し電気が流れ、それが抵抗器を介した閉回路を通って自らの電動機に戻ることで、電動機内で通常の回転とは逆の回転抵抗を生じさせ（フレミング左手の法則）電動機に制動力を得る。電動機は走行中の運動エネルギーを電気エネルギーに変換し、抵抗器は電気エネルギーを熱エネルギーに変換（ジュール熱）する。制動力は抵抗器の容量によって変化する。
なお、広義には回生ブレーキもこの部類に含まれるが、通常「発電ブレーキ」と表現した場合は、前述の抵抗器によるものを指す。また、発電ブレーキと回生ブレーキを合わせて「電気ブレーキ（電気制動）」と呼ぶことが多いが、その略称である「電制」は発電ブレーキを指す場合が多い。

## 鉄道車両
鉄道車両では主に抵抗制御の電車や勾配区間を走行する電気機関車に使用されており、力行時にも使用される抵抗器を利用し、主制御器により主電動機の発生電圧に応じて抵抗値を変化させ、一定の発電電圧とすることで、安定したブレーキ力を得ている。連続勾配区間の降坂時や減速時の強力な制動力確保に適していることから、電気式ディーゼル機関車にも発電ブレーキがしばしば用いられている。
だが、車載抵抗器の容量によっては制動能力が制限され、またエネルギーを熱として捨ててしまうことは省エネルギーの観点からも得策ではない。1980年代以降現在に至るまで、電車用としては従来の抵抗器式発電ブレーキに代わって、電力回生ブレーキが主流となっている。主制御器の働きで架線や第三軌条の電圧より高い電圧の電気を発生させ、それらを通じて他の力行中の車両や、変電所の抵抗器などに送電することで、車載抵抗器よりもはるかに大きな負荷を得て、より強力なブレーキ力を確保するものである。ブレーキエネルギーを他車の走行エネルギーとして再利用でき、省エネルギーの面からも有利である。電力回生ブレーキも発電ブレーキの一種であるが、鉄道技術の狭義の用語としては、抵抗器で電力消費を行う発電ブレーキとは区別されている。なお、連続勾配区間の降坂時に使用される抑速ブレーキも、抵抗器を使用する場合には発電ブレーキと同じ仕組みである。
技術そのものとしては第二次世界大戦以前に確立されていたが、この時期はそもそもの物理的な停止制動機構が単純なバルブで空気圧を制御する直通ブレーキで、力行用の電気回路の繋ぎ替えで制御する発電ブレーキ（回生ブレーキも含む）はブレーキハンドルとは別にマスコンハンドルで運転士（機関士）が制御する必要があった。このため、現在の日本の鉄道電気動力車の感覚とは異なり、抑速ブレーキなどの補助制動装置という位置付けで、停止制動に使用する為にはマスコンハンドルとブレーキハンドルを状況に応じて同時に操作する運転士側の技量を必要とし、実用的ではないという判断が多かった。ただし、大阪市営地下鉄などいくつかの事業者では、踏面ブレーキの多用によって引き起こされる、発熱と物理的負荷によって発生するタイヤの緩みや（特に地下敷設軌道内での）ブレーキシュー・車輪踏面からの鉄粉の飛散などを抑制するため、積極的に発電ブレーキを使用した。阪和電気鉄道に至っては、戦前期にすでに回生ブレーキをこのように運用していた。
戦後、ウェスティングハウス由来の電空単位スイッチ制御器を製造していた三菱電機と、そのユーザーである名古屋鉄道とが、ブレーキハンドルで同時に自動空気ブレーキと発電ブレーキを立ち上げ、発電ブレーキ打ち切り時に空気ブレーキを増圧する電空協調制御を行う常用停止発電ブレーキ機能を持った制御器の開発を行った。この制御器は1951年（昭和26年）頃から3850系と3900系第4編成で試用されたが、これらの形式自体は大成せず、後に他車と同一シーケンスの制御器に載せ替えて発電ブレーキ機構は廃止された。その後、1953年（昭和28年）になって、帝都高速度交通営団（営団地下鉄）が丸ノ内線開業に向けて300形を導入するにあたり、三菱がウェスティングハウスから直接SMEE常時電空併用電磁直通ブレーキの製造権を取得し、これを組み込んだ制御器が開発された。
一方、東芝は、東京急行電鉄（現在の東急電鉄）とその傘下の東急車輛製造（現在の総合車両製作所）とともに、カルダン駆動高性能車にあっても従来車との互換を前提として、従来の自動空気ブレーキに、ゼネラル・エレクトリック社製制御器が採用していたHSC-D電磁直通ブレーキの電空協調系を組み込んだAMCD常時電空併用自動空気ブレーキを採用したPE-11型電動カム軸制御器を開発し、5000系で実用化した。この東芝の制御器の発電ブレーキ系の基となったHSC-D常時電空併用電磁直通ブレーキが私鉄で広範に採用され、国鉄の新性能電車用電動カム軸制御器CS12型に発展し、日本におけるデファクトスタンダードになった。なお、国鉄ではこの機構をSELDと称した。
発電ブレーキを常用する新性能車・高性能車の仕様が安定し、1961年（昭和36年）頃から大量生産が始まった私鉄電車の中には、山岳区間が存在しないなどの理由でより経済的な仕様が求められた結果、発電ブレーキを省略した形式も登場した。例としては以下の系列が挙げられる（該当形式が複数にまたがっている場合、原則として最初の代表形式のみ記す）。なお同時期に経済的な車両として製造された国鉄103系電車は、発電ブレーキを常用していた。
- 東武8000系電車
- 西武601系電車
- 相鉄6000系電車
- 近鉄1800系 - 近畿日本鉄道の幹線には山岳区間が多かったため、平坦区間で構成される近鉄名古屋線だけが省略対象となった。
- 阪神7801・7901形電車

しかし、発電ブレーキを常用しなければ、結局ブレーキシューから削られた粉で床下機器などが汚れるため、ほとんどの次世代車では、発電ブレーキ常用に戻っていった。鉄道用の発電ブレーキは21世紀初頭現在でもまだ広く用いられている。理由としては次のようなケースがあげられる。
- 回生ブレーキよりも発電ブレーキの方が回路構成が単純であり、かつては回生ブレーキは製造コストが高価であった。
- 列車本数の少ないローカル線や路面電車など、他車の負荷が少ない場合では、架線電圧という外部要素に依存する回生ブレーキを使用することは必ずしも適切ではなく、自車単独で安定したブレーキ性能の得られる発電ブレーキの方が望ましい。
- 急勾配路線では降坂時の安全が最優先され、安定したブレーキ性能が要求される。架線事故や集電装置の破損や離線や、列車密度が低い路線などでは、回生ブレーキは失効し、制御不能となる懸念もある。
- 非電化鉄道に於いては、近年ハイブリッド機関車・気動車の技術が確立するまでは、システム上回生制動自体が使用できなかった。

ローカル私鉄で発電ブレーキ車が多く使われている理由は、単に大手私鉄で旧形となった車両の譲受車が主流であるばかりでなく、回生ブレーキで発生した電力を消費する列車・設備がないことにある。列車密度が低く運転本数もまばらであるため、高い加減速性能も必要とされない。また、東急7000系など、回生ブレーキ装備車の払い下げを受けた私鉄では、回生ブレーキで発生した電力が変電所に戻らないように回生ブレーキを使用不可とすることが多く、勾配路線用である叡山電鉄900系電車のように、回生ブレーキに対応した制御装置と主電動機の提供を受けながら、発電ブレーキ専用に改造した例も存在する。
長野電鉄など、譲渡車の回生ブレーキをそのまま使用している鉄道もある。これは変電所に回生ブレーキが発生した電力を吸収する回生電力吸収装置を設置することによって、列車本数の少ない中小私鉄においても回生ブレーキの使用を可能にしたものである。発電ブレーキの抵抗器発熱による搭載機器の劣化を考慮すると、経営基盤の弱体な地方私鉄にとってはメリットにもなる。
急勾配路線でも、発電制動が継続すると抵抗器の発熱が処理しきれなくなり、過熱や焼損の原因となることから、あえて回生ブレーキとする場合もある（国鉄EF16形電気機関車など）。
JR東日本E127系電車や近鉄のVVVFインバータ制御車各形式などのように、VVVFインバータ制御において列車密度が低く回生ブレーキで発生した電力を消費する列車が少ない場合には、発電ブレーキと回生ブレーキ双方を搭載して回生失効対策を採ることがある。
交流電化においては比較的回路が簡単で、発生した電力を変電所から送電側に戻すことも容易であるが、電車では新幹線0系電車での低圧タップ制御やサイリスタ位相制御の一部に発電ブレーキを採用しており、そのための主制御器と抵抗器を搭載している。交流型電車でのサイリスタ位相制御の車両では回生ブレーキが採用いられており、日本国有鉄道（国鉄）の交流型電気機関車ED78形及びEF71形ではサイリスタ位相制御方式を採用していたが、勾配区間での抑速ブレーキ用に回生ブレーキを採用しており、主回路には抵抗器を持っていない。
北海道旅客鉄道（JR北海道）キハ183系の様に走行用の電動機を持たない「液体変速機式気動車」でのダイナミックブレーキとは、自動車におけるリターダブレーキと同じ仕組みである。

## 自動車
自家用車においてもエコカーブームによって電動機を動力源とする自動車が普及しつつあるが、燃費の改善に重点が置かれているため回収したエネルギーを熱として捨てるだけの発電ブレーキは採用されず、回生ブレーキを備えて搭載するバッテリーの充電に用いるモデルが多い。
電動機に逆電流を流し、ブレーキをかけさせる装置も研究されているが、現段階ではこれを発電ブレーキとは称していない。静止状態では無効なため、摩擦ブレーキの補助的な存在である。鉄道にも同様のものがあり、純電気ブレーキと称する。

## 自転車
電動アシスト自転車や電動自転車の一部では減速時に発電してバッテリーを充電する回生機能が付いている物があるが、本項で示す抵抗で熱として放出する発電ブレーキを備えた車両は無い。

## インバーター機器
多くのモーター用の汎用インバーター機器には制動のための抵抗器を備えていたり、後付け出来る端子がある。